# Macedonicus
Macedonicus is een agnomen dat betekent 'van Macedonië'. Dit agnomen werd toegekend aan Romeinen met militaire verdiensten in Macedonië.
Beroemde dragers van dit agnomen zijn:
- Lucius Aemilius Paulus Macedonicus
- Quintus Caecilius Metellus Macedonicus
- Cestius Macedonicus[1]